# Kepler-11
Kepler-11 — одиночная звезда в созвездии Лебедя. Находится на расстоянии около 613 парсек от Солнца (около 2000 световых лет). Вокруг звезды обращается, как минимум, 6 планет.
Открытие системы было сделано в течение короткого периода съёмки, сделанной космическим телескопом Kepler, и было опубликовано 2 февраля 2011 года. Моделирование показало, что среднее взаимное наклонение планетарных орбит составляет около 1°, что означает, что система, вероятно, более компланарна чем Солнечная система, где соответствующий показатель составляет 2,3°. Kepler-11 — это первая открытая планетная система с более чем тремя планетами, открытыми методом транзита. Планеты названы в алфавитном порядке, начиная с внутренних: b, c, d, e, f, и g. Орбиты планет b, c, d, e и f свободно уместились бы внутри орбиты Меркурия, в то время как большая полуось планеты g примерно на 20 % больше её. Несмотря на близкое расположение орбит, динамически система показывает возможность стабильного существования в течение миллиардов лет.

## Характеристики
Звезда получила наименование Kepler-11, поскольку она была открыта с помощью космического телескопа Кеплер. По своим характеристикам звезда напоминает наше Солнце. Kepler-11 — жёлтый карлик спектрального класса G3. Масса Kepler-11 составляет 0,961 массы Солнца, радиус — 1,065 радиуса Солнца. Металличность звезды тоже близка к солнечной, и составляет [Fe/H] ≈ 0, эффективная температура — 5663 K. Однако Kepler-11 старше нашего Солнца. Её возраст — 8,5 млрд лет (возраст Солнца — 4,6 млрд лет).

## Планетная система
Предполагаемые массы планет b, c, d, e и f разбросаны в диапазоне между массами Земли и Нептуна. Их низкая плотность наводит на мысль, что они не имеют подобного Земле состава. Значительное содержание водорода в атмосфере предполагается в случаях планет d, e и возможно f, в то время как b и c возможно, содержат в себе большое количество водяного льда или гелия. Малая наблюдаемая плотность, вероятно, связана с весьма протяжённой атмосферой, окружающей железно-каменное ядро. Нижний предел массы планеты Kepler-11 g составляет 10 масс Земли.